# Svinesund-híd
A Svinesund-híd (norvégül:Svinesundbrua) kosárfüles ívhíd egy közúti híd Strömstad, Svédország és Halden, Norvégia közt. A híd az Iddefjord felett ível át és az E6 (európai út) részét képezi, amely Norvégia legfontosabb közlekedési útvonala észak-déli irányban. Építése 2003-ban kezdődött és 2005-ben adták át a közúti forgalomnak. Átadása óta ez Európa leghosszabb ívű hídja a maga 247 méteres ívhosszúságával. A hídnak 3 nyílása van, melyek közül a legnagyobb támaszköze 247 méter, a tengerszinttől számítva 55 méteres szabad magassággal. Építésekor 500 millió norvég koronába került a híd megépítése. A Svinesund-híd a legnyugatabbi és a legdélebbi határátkelő a két ország között.

## Fordítás
Ez a szócikk részben vagy egészben  a   Svinesund Bridge című angol Wikipédia-szócikk ezen változatának fordításán alapul.  Az eredeti cikk szerkesztőit annak laptörténete sorolja fel. Ez a jelzés csupán a megfogalmazás eredetét és a szerzői jogokat jelzi, nem szolgál a cikkben szereplő információk forrásmegjelöléseként.